# Santa-Maria-Figaniella
Santa-Maria-Figaniella é uma comuna francesa na região administrativa de Córsega, no departamento de Córsega do Sul. Estende-se por uma área de 13,09 km². 